# Bründersen
Bründersen is een dorp van de gemeente Wolfhagen in het district Kassel-Land in Hessen.    
Bründersen ligt aan de Uerdinger Linie, in het traditionele Nederduitse gebied van de dialect Westfaals. 
Er is een protestantse kerk in Bründersen. 